# Osrblie
Osrblie è un comune della Slovacchia facente parte del distretto di Brezno, nella regione di Banská Bystrica.

## Storia
Il villaggio venne fondato da minatori e carbonai provenienti dal Tirolo nel XIV secolo. Sviluppatosi come centro minerario dal 1580, è citato per la prima volta nel 1622 con il nome tedesco di Zerrenpach (oggi Zährenbach); il toponimo è attestato come Osrblie nel 1780 e come Osrblá nel 1808 e, in ungherese, come Oserpatak (oggi Cserpatak).
Appartenne alla camera mineraria di Banská Bystrica. L'estrazione di ferro e piombo è attestata fin dal 1630; nel corso del XIX è stato attivo un laminatoio per lamiere e profilati in ferro, chiuso nel 1870.

## Sport
Stazione sciistica specializzata nello sci nordico, Osrblie ha ospitato numerose competizioni internazionali di biathlon, tra le quali una rassegna iridata, nel 1997, i Campionati mondiali juniores del 2019 e numerose tappe della Coppa del Mondo.